# Piaggio Typhoon
Il Piaggio Typhoon, nato come Gilera Typhoon, è uno scooter prodotto da Piaggio dal 1993 al 2020.

## Prima generazione (1993-2010)

### Gilera Typhoon (1993-2000)
Il Gilera Typhoon venne presentato il 15 aprile del 1993 a Bellagio; si tratta di uno scooter sportivo, adatto anche a leggere percorrenze su fondo sterrato.
La prima serie disponeva di motori da 50, 80 e 125 cm³ a 2 tempi mentre nella seconda serie la motorizzazione più grande è stata sostituita da un motore di pari cubatura ma a 4 tempi. Verso la fine degli anni novanta era il cavallo di battaglia del gruppo Piaggio in risposta allo scooter MBK Booster di cui riprende le peculiarità tecniche. Il Typhoon adoperava pneumatici semitassellati a larga sezione e spalla alta su cerchio da 10 che gli conferiva la capacità di poter affrontare fondi sconnessi con maggiore semplicità. 
La ciclistica consisteva in una forcella a steli rovesciati prodotta da Showa all'anteriore, mentre al posteriore vi era un monoammortizzatore disassato al telaio. L'adozione del blocco motore Piaggio in versione lunga, cioè con un maggiore interasse rispetto alla versione standard, ha consentito un miglioramento della stabilità rispetto agli altri ciclomotori Piaggio dell'epoca.
L'impianto frenante era costituito da un freno a disco semi-idraulico all'anteriore e da un freno a tamburo posteriore. 
Le motorizzazioni 2 tempi adoperavano un monocilindrico raffreddato ad aria forzata da 49,7 o 124,7 cm³ rispettivamente in ghisa o alluminio con aspirazione lamellare al carter e trasmissione CVT. La motorizzazione 4 tempi invece adotta un motore Piaggio LEADER di cubatura 124.9 cm³. Trattasi di un monocilindrico raffreddato ad aria forzata, bivalvola con singolo asse a camme in testa e trasmissione CVT. 
La linea è segnata dal caratteristico muso a squalo mentre al posteriore le carenature sono condivise con la prima serie dello scooter Piaggio NRG. In seguito al grande successo riscontrato dal Typhoon (oltre 75 mila esemplari venduti sul mercato europeo in un anno) la Gilera dall’aprile del 1994 ha commercializzato anche lo scooter gemello Storm; tale modello ha una vocazione più stradale e si differenziava dal Typhoon per le ruote da 13” con gomme più lisce (e non tassellate) e per il solo motore 50 disponibile.

### 2000: Adozione del marchio Piaggio
Nel 2000 la gamma Typhoon perse il marchio Gilera e venne venduto a marchio Piaggio. Nel 2006 il Typhoon si è rinnovato con un nuovo cupolino, nuovi specchietti e il nuovo propulsore Piaggio HI-PER2.
Nel 2007 viene introdotta nuovamente una versione a marchio Gilera: il veicolo sarà così venduto sia denominato Piaggio Typhoon che Gilera Storm. L’unica differenza tra i due è l’adozione di una ruota da 12” e il solo motore 50 per il Gilera Storm.
La produzione del Typhoon prima serie termina nel 2010 sostituito dalla nuova generazione mentre il Gilera Storm sarà prodotto fino al 2011.

## Seconda generazione (2010-2020)
Alla fine del 2010 è stata introdotta la seconda generazione, frutto di una completa evoluzione della precedente versione; il nuovo Typhoon presenta dimensioni aumentate, un design totalmente rinnovato più filante e aerodinamico e una ciclistica superiore alle versioni precedenti, con ruote da 12" tassellate, motore raffreddato ad aria e disponibile nelle cilindrate di 49,4, due tempi, e 124 cm³, questa volta, però, quattro tempi.
Per quanto riguarda l'impianto frenante, anteriormente è stato adottato il freno a disco da 220 mm con pinza a doppio pistoncino e posteriormente il freno a tamburo da 140 mm, migliorando l'impianto frenante rispetto alle versioni precedenti. Anche la forcella è stata modificata, montandone una con escursione da 120 mm e steli normali. Posteriormente è stato adottato un ammortizzatore a molla con escursione da 340 mm e, cosa insolita per la Piaggio, l'attacco al telaio è di derivazione Minarelli, con l'occhiello anziché la vite precedente. È stata rivista anche la strumentazione, togliendo il contagiri e rinnovando la grafica. 
Dal 2012 uno scooter gemello, ma con ruote da 14" e nuove grafiche e colori, è stato commercializzato anche dalla Aprilia, rinominato come "Aprilia SR Motard".
Nel novembre 2017 debutta il Typhoon con motore 50 omologato Euro 4.

## La versione 125 2 tempi
Sia il Piaggio che il Gilera Typhoon, con motorizzazione da 124,4 cm³, montavano lo stesso telaio del 50 cm³, con l'unica differenza di una barra più rigida nella zona del supporto motore. Il propulsore di questo scooter era montato anche sul Piaggio Skipper 1ª serie e 2ª serie nella versione LX.
Con un rapporto di compressione di 9,5:1 era in grado di erogare circa 13 Cv di potenza con una velocità di punta di circa 115 km/h.
Questo motore a 2 tempi raffreddato ad aria, vantava un'ottima affidabilità e potenza, considerato anche il peso contenuto (96 kg a secco) e l'agilità dello scooter. La geometria del cilindro, a sei travasi ricavati sulle pareti- ma senza valvola di scarico pneumatica, permetteva, se usato con rigore, consumi di benzina in un percorso urbano intorno ai 18 km/l.
Lo scooter inoltre era dotato di miscelatore automatico inserito nel carter trasmissione e azionato da una cinghia messa in movimento dall'albero motore che permetteva che la miscela non fosse fatta a mano e che fosse sempre regolare, quindi senza eccessi o mancanze d'olio, allungando così la vita del motore e facendo sì che i consumi d'olio fossero di circa 1l/2300 km.
Questo motorino fu subito molto popolare tra i giovani per via del design moderno, per le prestazioni da moto e la comodità di uno scooter. Inoltre il motore a due tempi permetteva di essere elaborato facilmente, senza bisogno di essere esperti meccanici, ottenendo ottimi incrementi di potenza; molto famoso è il kit della Malossi da 172 cc (denominato "180 Malossi"), che raggiungeva, con un nuovo carburatore e un adeguato sistema di scarico, potenze di oltre 25 cv.